# 鸟喙小脆蛤
是帘蛤目马珂蛤科波纹蛤属的一种。主要分布于马来西亚、韩国、中国大陆、台湾，常栖息在潮下带10－60米。